# Romanichthys valsanicola
Romanichthys valsanicola е вид лъчеперка от семейство Percidae. Видът е критично застрашен от изчезване.

## Разпространение
Разпространен е в Румъния.